# Première circonscription du Finistère
La première circonscription du Finistère est l'une des huit circonscriptions législatives françaises que compte le département du Finistère.

## La circonscription de 1958 à 1986

### Description géographique
Dans le découpage électoral de 1958, la première circonscription du Finistère était composée des cantons suivants :
- Canton de Fouesnant
- Canton de Pont-l'Abbé
- Canton de Quimper.

### Historique des députations
| Législature | Début de mandat | Fin de mandat  | Député           | Parti politique | Observations |
| ----------- | --------------- | -------------- | ---------------- | --------------- | --- |
| Ire         | 9 décembre 1958 | 9 octobre 1962 | Hervé Nader      | UNR             | Mandat écourté à la suite d'une dissolution parlementaire décidée par Charles de Gaulle. |
| IIe         | 6 décembre 1962 | 2 avril 1967   | Roger Évrard     | UNR             | |
| IIIe        | 3 avril 1967    | 30 mai 1968    | Edmond Michelet  | UDR             | Remplacé par Marc Bécam à partir du 8 mai 1967 à la suite de sa nomination au gouvernement. Mandat écourté à la suite d'une dissolution parlementaire décidée par Charles de Gaulle.                                              |
| IVe         | 11 juillet 1968 | 1er avril 1973 | Edmond Michelet  | UDR             | Remplacé par Marc Bécam à partir du 23 juillet 1969 à la suite de sa nomination au gouvernement. |
| Ve          | 2 avril 1973    | 2 avril 1978   | Marc Bécam       | UDR             | Remplacé par Jacques Guinebretière à partir du 2 mai 1977 à la suite de sa nomination au gouvernement. |
| VIe         | 3 avril 1978    | 22 mai 1981    | Marc Bécam       | RPR             | Remplacé par Alain Gérard à partir du 7 mai 1978 à la suite de sa nomination au gouvernement. Mandat écourté à la suite d'une dissolution parlementaire décidée par François Mitterrand.                                          |
| VIIe        | 2 juillet 1981  | 1er avril 1986 | Bernard Poignant | PS              | |
| VIIIe       | 2 avril 1986    | 14 mai 1988    | Aucun            | Aucun           | Proportionnelle par département, pas de député par circonscription Proportionnelle par département, pas de député par circonscription. Mandat écourté à la suite d'une dissolution parlementaire décidée par François Mitterrand. |

### Historique des élections

#### Élections de 1958
| Candidat       | Candidat                | Parti          | Premier tour | Premier tour | Second tour | Second tour |  |
| Candidat       | Candidat                | Parti          | Voix         | %            | Voix        | %           |  |
| -------------- | ----------------------- | -------------- | ------------ | ------------ | ----------- | ----------- |  |
|                | Hervé Nader élu         | UNR            | 16 362       | 32,67        | 23 682      | 46,37       |  |
|                | André Monteil           | MRP            | 13 814       | 27,59        | 13 780      | 26,98       |  |
|                | Daniel Trellu           | PCF            | 10 857       | 21,68        | 13 611      | 26,65       |  |
|                | Pierre Keraval          | SFIO           | 6 214        | 12,41        | Retrait     | Retrait     |  |
|                | Paul Corcuff            | Modérés        | 1 648        | 3,29         |             |             |  |
|                | François-Joseph Maillet | CRR            | 1 181        | 2,36         |             |             |  |
|                |                         |                |              |              |             |             |  |
| Inscrits       | Inscrits                | Inscrits       | 63 309       | 100,00       | 63 281      | 100,00      |  |
| Abstentions    | Abstentions             | Abstentions    | 12 665       | 20,01        | 11 457      | 18,1        |  |
| Votants        | Votants                 | Votants        | 50 644       | 79,99        | 51 824      | 81,9        |  |
| Blancs et nuls | Blancs et nuls          | Blancs et nuls | 568          | 1,12         | 751         | 1,45        |  |
| Exprimés       | Exprimés                | Exprimés       | 50 076       | 98,88        | 51 073      | 98,55       |  |

Le suppléant d'Hervé Nader était Auguste Le Calvez, cultivateur à Plobannalec.

#### Élections de 1962
| Candidat       | Candidat            | Parti              | Premier tour | Premier tour | Second tour | Second tour |  |
| Candidat       | Candidat            | Parti              | Voix         | %            | Voix        | %           |  |
| -------------- | ------------------- | ------------------ | ------------ | ------------ | ----------- | ----------- |  |
|                | Roger Évrard élu    | UNR-UDT            | 10 835       | 24,98        | 28 940      | 60,75       |  |
|                | Daniel Trellu       | PCF                | 9 300        | 21,44        | 18 394      | 38,61       |  |
|                | Louis Le Calvez     | MRP                | 8 983        | 20,71        | 301         | 0,63        |  |
|                | Hervé Nader sortant | CNIP               | 6 250        | 14,41        | Retrait     | Retrait     |  |
|                | Maurice Cariou      | SFIO               | 3 700        | 8,53         | Retrait     | Retrait     |  |
|                | Alain Le Dilosquer  | PSU                | 2 654        | 6,11         | Retrait     | Retrait     |  |
|                | Pierre Le Moine     | Régionaliste (CAR) | 1 653        | 3,81         |             |             |  |
|                |                     |                    |              |              |             |             |  |
| Inscrits       | Inscrits            | Inscrits           | 64 309       | 100,00       | 64 258      | 100,00      |  |
| Abstentions    | Abstentions         | Abstentions        | 20 216       | 31,44        | 14 832      | 23,08       |  |
| Votants        | Votants             | Votants            | 44 093       | 68,56        | 49 426      | 76,92       |  |
| Blancs et nuls | Blancs et nuls      | Blancs et nuls     | 718          | 1,63         | 1 791       | 3,62        |  |
| Exprimés       | Exprimés            | Exprimés           | 43 375       | 98,37        | 47 635      | 96,38       |  |

Le suppléant de Roger Evrard  était Roger Guillamet, artisan radio-électricien.

#### Élections de 1967
| Candidat                    | Candidat             | Parti          | Premier tour | Premier tour | Second tour | Second tour |  |
| Candidat                    | Candidat             | Parti          | Voix         | %            | Voix        | %           |  |
| --------------------------- | -------------------- | -------------- | ------------ | ------------ | ----------- | ----------- |  |
|                             | Edmond Michelet élu  | UD-Ve          | 15 649       | 30,29        | 28 604      | 56,48       |  |
|                             | Jean-François Hamon  | PCF            | 11 166       | 21,61        | 22 039      | 43,51       |  |
|                             | Robert Omnès         | CD (PDM)       | 7 049        | 13,64        | Retrait     | Retrait     |  |
|                             | Alfred Salaün        | FGDS (Radical) | 5 165        | 9,99         |             |             |  |
|                             | Roger Évrard sortant | diss. UD-Ve    | 4 288        | 8,30         |             |             |  |
|                             | Alain Le Dilosquer   | PSU            | 4 199        | 8,13         |             |             |  |
|                             | Hervé Nader          | RI             | 4 139        | 8,01         |             |             |  |
|                             |                      |                |              |              |             |             |  |
| Inscrits                    | Inscrits             | Inscrits       | 63 208       | 100,00       | 63 198      | 100,00      |  |
| Abstentions                 | Abstentions          | Abstentions    | 10 761       | 17,02        | 10 387      | 16,44       |  |
| Votants                     | Votants              | Votants        | 52 447       | 82,98        | 52 811      | 83,56       |  |
| Blancs et nuls              | Blancs et nuls       | Blancs et nuls | 792          | 1,51         | 2 168       | 4,11        |  |
| Exprimés                    | Exprimés             | Exprimés       | 51 655       | 98,49        | 50 643      | 95,89       |  |
| Source : Gallica et CEVIPOF |                      |                |              |              |             |             |  |

Le suppléant d'Edmond Michelet était Marc Bécam, ingénieur. Marc Bécam remplaça Edmond Michelet, nommé membre du gouvernement, du 8 mai 1967 au 30 mai 1968.

#### Élections de 1968
| Candidat           | Candidat                      | Parti          | Premier tour | Premier tour | Second tour | Second tour |  |
| Candidat           | Candidat                      | Parti          | Voix         | %            | Voix        | %           |  |
| ------------------ | ----------------------------- | -------------- | ------------ | ------------ | ----------- | ----------- |  |
|                    | Edmond Michelet sortant réélu | UDR (URP)      | 25 455       | 48,64        | 31 393      | 62,98       |  |
|                    | Jean-François Hamon           | PCF            | 11 841       | 22,63        | 18 447      | 37,01       |  |
|                    | Robert Omnès                  | CD (PDM)       | 8 088        | 15,45        | Retrait     | Retrait     |  |
|                    | Alain Le Dilosquer            | PSU            | 6 943        | 13,26        | Retrait     | Retrait     |  |
|                    |                               |                |              |              |             |             |  |
| Inscrits           | Inscrits                      | Inscrits       | 64 640       | 100,00       | 64 632      | 100,00      |  |
| Abstentions        | Abstentions                   | Abstentions    | 11 739       | 18,16        | 12 625      | 19,53       |  |
| Votants            | Votants                       | Votants        | 52 901       | 81,84        | 52 007      | 80,47       |  |
| Blancs et nuls     | Blancs et nuls                | Blancs et nuls | 574          | 1,09         | 2 167       | 4,17        |  |
| Exprimés           | Exprimés                      | Exprimés       | 52 327       | 98,91        | 49 840      | 95,83       |  |
| Source : Data.gouv |                               |                |              |              |             |             |  |

Le suppléant d'Edmond Michelet était Marc Bécam. Marc Bécam remplaça Edmond Michelet, nommé membre du gouvernement, du 23 juillet 1969 au 9 octobre 1970 (date de son décès), puis du 9 octobre 1970 au 1er avril 1973.

#### Élections de 1973
| Candidat           | Candidat                 | Parti          | Premier tour | Premier tour | Second tour | Second tour |  |
| Candidat           | Candidat                 | Parti          | Voix         | %            | Voix        | %           |  |
| ------------------ | ------------------------ | -------------- | ------------ | ------------ | ----------- | ----------- |  |
|                    | Marc Bécam sortant réélu | UDR (URP)      | 18 736       | 33,37        | 32 127      | 58,21       |  |
|                    | Jean-François Hamon      | PCF            | 11 993       | 21,36        | 23 062      | 41,79       |  |
|                    | André Vazel              | PS (UGSD)      | 9 372        | 16,69        | Retrait     | Retrait     |  |
|                    | Louis Le Calvez          | CD (MR)        | 9 018        | 16,06        | Retrait     | Retrait     |  |
|                    | Hervé Nader              | CNIP           | 2 594        | 4,62         |             |             |  |
|                    | Josette Bernard          | PSU            | 1 833        | 3,26         |             |             |  |
|                    | Jean Le Calvez           | SAV            | 1 622        | 2,89         |             |             |  |
|                    | Alain Riche              | LO             | 984          | 1,75         |             |             |  |
|                    |                          |                |              |              |             |             |  |
| Inscrits           | Inscrits                 | Inscrits       | 69 251       | 100,00       | 69 238      | 100,00      |  |
| Abstentions        | Abstentions              | Abstentions    | 12 267       | 17,71        | 11 551      | 16,68       |  |
| Votants            | Votants                  | Votants        | 56 984       | 82,29        | 57 687      | 83,32       |  |
| Blancs et nuls     | Blancs et nuls           | Blancs et nuls | 832          | 1,46         | 2 498       | 4,33        |  |
| Exprimés           | Exprimés                 | Exprimés       | 56 152       | 98,54        | 55 189      | 95,67       |  |
| Source : Data.gouv |                          |                |              |              |             |             |  |

Le suppléant de Marc Bécam était le Docteur Jacques Guinebretière. Jacques Guinebretière remplaça Marc Bécam, nommé membre du gouvernement, du 2 mai 1977 au 2 avril 1978.

#### Élections de 1978
|                    | Marc Bécam sortant réélu | RPR            | 34 005 | 51,17  |  |  |  |
|                    | Bernard Poignant         | PS             | 14 513 | 21,84  |  |  |  |
|                    | Albert Hénot             | PCF            | 12 194 | 18,35  |  |  |  |
|                    | Lanig Le Dilosquer       | PSU (FAB)      | 1 572  | 2,36   |  |  |  |
|                    | Jean Guillou             | UDB            | 1 367  | 2,05   |  |  |  |
|                    | Maurice Le Dœuff         | PSD            | 1 193  | 1,79   |  |  |  |
|                    | Hubert Sanguinette       | LO             | 1 079  | 1,62   |  |  |  |
|                    | Jean-François Guiavarc'h | UOPDP          | 530    | 0,79   |  |  |  |
|                    |                          |                |        |        |  |  |  |
| Inscrits           | Inscrits                 | Inscrits       | 79 422 | 100,00 |  |  |  |
| Abstentions        | Abstentions              | Abstentions    | 11 953 | 15,05  |  |  |  |
| Votants            | Votants                  | Votants        | 67 469 | 84,95  |  |  |  |
| Blancs et nuls     | Blancs et nuls           | Blancs et nuls | 1 016  | 1,51   |  |  |  |
| Exprimés           | Exprimés                 | Exprimés       | 66 453 | 98,49  |  |  |  |
| Source : Data.gouv |                          |                |        |        |  |  |  |

Le suppléant de Marc Bécam était Alain Gérard. Alain Gérard remplaça Marc Bécam, nommé membre du gouvernement, du 7 mai 1978 au 22 mai 1981.

#### Élections de 1981
| Candidat       | Candidat             | Parti          | Premier tour | Premier tour | Second tour | Second tour |  |
| Candidat       | Candidat             | Parti          | Voix         | %            | Voix        | %           |  |
| -------------- | -------------------- | -------------- | ------------ | ------------ | ----------- | ----------- |  |
|                | Alain Gérard sortant | RPR (UNM)      | 26 462       | 43,40        | 28 618      | 44,19       |  |
|                | Bernard Poignant élu | PS             | 25 362       | 41,59        | 36 146      | 55,81       |  |
|                | Albert Hénot         | PCF            | 6 571        | 10,78        |             |             |  |
|                | Henri Guillou        | PSU            | 2 577        | 4,23         |             |             |  |
|                |                      |                |              |              |             |             |  |
| Inscrits       | Inscrits             | Inscrits       | 82 569       | 100,00       | 82 562      | 100,00      |  |
| Abstentions    | Abstentions          | Abstentions    | 20 896       | 25,31        | 17 021      | 20,62       |  |
| Votants        | Votants              | Votants        | 61 673       | 74,69        | 65 541      | 79,38       |  |
| Blancs et nuls | Blancs et nuls       | Blancs et nuls | 701          | 1,14         | 777         | 1,19        |  |
| Exprimés       | Exprimés             | Exprimés       | 60 972       | 98,86        | 64 764      | 98,81       |  |

Le suppléant de Bernard Poignant était Jean Folgoas, marin-pêcheur, conseiller général du canton de Pont-l'Abbé, maire de Plobannalec-Lesconil.

## La circonscription depuis 1986

### Description géographique et démographique
Dans le découpage électoral de la loi no 86-1197 du 24 novembre 1986
, la circonscription regroupe les cantons suivants :
- Canton de Briec
- Canton de Fouesnant
- Canton de Quimper-1
- Canton de Quimper-2
- Canton de Quimper-3

D'après le recensement général de la population en 1999, réalisé par l'Institut national de la statistique et des études économiques (INSEE), la population totale de cette circonscription est estimée à 108 982 habitants,.
Le découpage de la circonscription n'a pas été modifié par le redécoupage des circonscriptions législatives françaises de 2010.

### Historique des députations
| Législature | Début de mandat | Fin de mandat  | Député              | Parti politique | Observations                                                                           |
| ----------- | --------------- | -------------- | ------------------- | --------------- | -------------------------------------------------------------------------------------- |
| IXe         | 23 juin 1988    | 1er avril 1993 | Bernard Poignant    | PS              |                                                                                        |
| Xe          | 2 avril 1993    | 21 avril 1997  | André Angot,        | RPR,            | Mandat écourté à la suite d'une dissolution parlementaire décidée par Jacques Chirac.  |
| XIe         | 12 juin 1997    | 18 juin 2002   | André Angot,        | RPR,            | En raison de son décès le 20 novembre 2001, remplacé par Marcelle Ramonet.             |
| XIIe        | 19 juin 2002    | 19 juin 2007   | Marcelle Ramonet,   | UMP,            |                                                                                        |
| XIIIe       | 20 juin 2007    | 19 juin 2012   | Jean-Jacques Urvoas | PS              |                                                                                        |
| XIVe        | 20 juin 2012    | 20 juin 2017   | Jean-Jacques Urvoas | PS              |                                                                                        |
| XVe         | 21 juin 2017    | 21 juin 2022   | Annaïg Le Meur      | LREM            |                                                                                        |
| XVIe        | 22 juin 2022    | 9 juin 2024    | Annaïg Le Meur      | LREM-Ensemble   | Mandat écourté à la suite d'une dissolution parlementaire décidée par Emmanuel Macron. |

### Historique des élections

#### Élections de 1988
| Candidat       | Candidat             | Parti          | Premier tour | Premier tour | Second tour | Second tour |  |
| Candidat       | Candidat             | Parti          | Voix         | %            | Voix        | %           |  |
| -------------- | -------------------- | -------------- | ------------ | ------------ | ----------- | ----------- |  |
|                | Bernard Poignant élu | PS             | 21 037       | 44,5         | 28 018      | 53,7        |  |
|                | Marc Bécam           | RPR (URC)      | 20 057       | 42,43        | 24 160      | 46,3        |  |
|                | Michel Dor           | FN             | 2 730        | 5,77         |             |             |  |
|                | Piero Rainero        | PCF            | 2 202        | 4,66         |             |             |  |
|                | Bernard Francès      | Divers gauche  | 1 248        | 2,64         |             |             |  |
|                |                      |                |              |              |             |             |  |
| Inscrits       | Inscrits             | Inscrits       | 68 268       | 100,00       | 68 258      | 100,00      |  |
| Abstentions    | Abstentions          | Abstentions    | 20 293       | 29,73        | 15 239      | 22,33       |  |
| Votants        | Votants              | Votants        | 47 975       | 70,27        | 53 019      | 77,67       |  |
| Blancs et nuls | Blancs et nuls       | Blancs et nuls | 701          | 1,46         | 841         | 1,59        |  |
| Exprimés       | Exprimés             | Exprimés       | 47 274       | 98,54        | 52 178      | 98,41       |  |

Le suppléant de Bernard Poignant était Bernard Faucher, ingénieur agricole, ancien maire d'Ergué-Gabéric.

#### Élections de 1993
| Candidat                      | Candidat                 | Parti          | Premier tour | Premier tour | Second tour | Second tour |  |
| Candidat                      | Candidat                 | Parti          | Voix         | %            | Voix        | %           |  |
| ----------------------------- | ------------------------ | -------------- | ------------ | ------------ | ----------- | ----------- |  |
|                               | André Angot élu          | RPR (UPF)      | 16 123       | 32,75        | 28 225      | 55,40       |  |
|                               | Bernard Poignant sortant | PS (ADFP)      | 12 802       | 26,00        | 22 718      | 44,59       |  |
|                               | Marc Bécam               | diss. RPR      | 8 850        | 17,97        |             |             |  |
|                               | Michel Dor               | FN             | 3 609        | 7,33         |             |             |  |
|                               | Piero Rainero            | PCF            | 2 645        | 5,37         |             |             |  |
|                               | Pierre Delignière        | UÉD            | 2 320        | 4,71         |             |             |  |
|                               | Catherine Stachy         | LT-LNÉ         | 1 776        | 3,60         |             |             |  |
|                               | Jean-Michel Manac'h      | LCR            | 1 097        | 2,22         |             |             |  |
|                               |                          |                |              |              |             |             |  |
| Inscrits                      | Inscrits                 | Inscrits       | 72 598       | 100,00       | 72 592      | 100,00      |  |
| Abstentions                   | Abstentions              | Abstentions    | 19 826       | 27,31        | 18 162      | 25,02       |  |
| Votants                       | Votants                  | Votants        | 52 772       | 72,69        | 54 430      | 74,98       |  |
| Blancs et nuls                | Blancs et nuls           | Blancs et nuls | 3 550        | 6,73         | 3 487       | 6,41        |  |
| Exprimés                      | Exprimés                 | Exprimés       | 49 222       | 93,27        | 50 943      | 93,59       |  |
| Source : Data.gouv et CEVIPOF |                          |                |              |              |             |             |  |

Le suppléant d'André Angot était André Guénégan, UDF, de Quimper.

#### Élections de 1997
| Candidat                      | Candidat                  | Parti          | Premier tour | Premier tour | Second tour | Second tour |  |
| Candidat                      | Candidat                  | Parti          | Voix         | %            | Voix        | %           |  |
| ----------------------------- | ------------------------- | -------------- | ------------ | ------------ | ----------- | ----------- |  |
|                               | André Angot sortant réélu | RPR            | 19 571       | 38,77        | 28 891      | 52,93       |  |
|                               | Bernard Poignant          | PS             | 15 026       | 29,77        | 25 685      | 47,06       |  |
|                               | Michel Dor                | FN             | 4 260        | 8,44         |             |             |  |
|                               | Yvonne Rainéro            | PCF            | 3 853        | 7,63         |             |             |  |
|                               | Alain Uguen               | Les Verts      | 2 598        | 5,14         |             |             |  |
|                               | Xavier Maréchal           | GÉ             | 1 332        | 2,63         |             |             |  |
|                               | Marie-Claire Malejacq     | LDI (MPF)      | 981          | 1,94         |             |             |  |
|                               | Anne-Marie Gentric        | LCR            | 900          | 1,78         |             |             |  |
|                               | Jean-Louis François       | US4J           | 894          | 1,77         |             |             |  |
|                               | Pierre Delignière         | MÉI            | 788          | 1,56         |             |             |  |
|                               | Erwan de Cambourg         | Divers         | 268          | 0,53         |             |             |  |
|                               |                           |                |              |              |             |             |  |
| Inscrits                      | Inscrits                  | Inscrits       | 74 228       | 100,00       | 74 222      | 100,00      |  |
| Abstentions                   | Abstentions               | Abstentions    | 21 601       | 29,1         | 17 105      | 23,05       |  |
| Votants                       | Votants                   | Votants        | 52 627       | 70,9         | 57 117      | 76,95       |  |
| Blancs et nuls                | Blancs et nuls            | Blancs et nuls | 2 156        | 4,1          | 2 541       | 4,45        |  |
| Exprimés                      | Exprimés                  | Exprimés       | 50 471       | 95,9         | 54 576      | 95,55       |  |
| Source : Data.gouv et CEVIPOF |                           |                |              |              |             |             |  |

La suppléante d'André Angot était Marcelle Ramonet, commerçante, conseillère municipale DL de Quimper. Marcelle Ramonet remplaça André Angot, décédé, du 20 novembre 2001 au 9 juin 2002.

#### Élections de 2002
| Candidat       | Candidat                         | Parti                      | Premier tour | Premier tour | Second tour | Second tour |  |
| Candidat       | Candidat                         | Parti                      | Voix         | %            | Voix        | %           |  |
| -------------- | -------------------------------- | -------------------------- | ------------ | ------------ | ----------- | ----------- |  |
|                | Daniel Le Bigot                  | Les Verts (PS)             | 13 979       | 25,72        | 26 273      | 48,1        |  |
|                | Marcelle Ramonet sortante réélue | UMP                        | 13 647       | 25,11        | 28 344      | 51,9        |  |
|                | Benoit Lecomte                   | Divers droite (Maj. prés.) | 9 395        | 17,29        |             |             |  |
|                | Marc Andro                       | Divers                     | 6 884        | 12,67        |             |             |  |
|                | René Corler                      | FN                         | 2 376        | 4,37         |             |             |  |
|                | Baudoin de Pimodan               | Divers droite              | 1 814        | 3,34         |             |             |  |
|                | Yvonne Rainero                   | PCF                        | 1 491        | 2,74         |             |             |  |
|                | Valéry Le Douguet                | UDF                        | 928          | 1,71         |             |             |  |
|                | Annaig Le Gars                   | UDB                        | 711          | 1,31         |             |             |  |
|                | Janine Carrasco                  | Extrême gauche             | 677          | 1,25         |             |             |  |
|                | Bernard Garguet                  | CPNT                       | 578          | 1,06         |             |             |  |
|                | Marie-Christine Coustans         | GÉ                         | 520          | 0,96         |             |             |  |
|                | Serge Hardy                      | LO                         | 480          | 0,88         |             |             |  |
|                | Claudine Dupont-Tingaud          | MNR                        | 379          | 0,7          |             |             |  |
|                | Frédéric Le Loc'h                | Pôle républicain           | 368          | 0,68         |             |             |  |
|                | Marie-Louise Riou Le Guellec     | Divers                     | 114          | 0,21         |             |             |  |
|                |                                  |                            |              |              |             |             |  |
| Inscrits       | Inscrits                         | Inscrits                   | 79 422       | 100,00       | 79 406      | 100,00      |  |
| Abstentions    | Abstentions                      | Abstentions                | 24 083       | 30,32        | 23 164      | 29,17       |  |
| Votants        | Votants                          | Votants                    | 55 339       | 69,68        | 56 242      | 70,83       |  |
| Blancs et nuls | Blancs et nuls                   | Blancs et nuls             | 998          | 1,8          | 1 625       | 2,89        |  |
| Exprimés       | Exprimés                         | Exprimés                   | 54 341       | 98,2         | 54 617      | 97,11       |  |

Le suppléant de Marcelle Ramonet était Roger Le Goff, cadre, conseiller général, maire de Fouesnant.

#### Élections de 2007
| Candidat       | Candidat                  | Parti          | Premier tour | Premier tour | Second tour | Second tour |  |
| Candidat       | Candidat                  | Parti          | Voix         | %            | Voix        | %           |  |
| -------------- | ------------------------- | -------------- | ------------ | ------------ | ----------- | ----------- |  |
|                | Marcelle Ramonet sortante | UMP            | 23 200       | 40,94        | 27 122      | 47,87       |  |
|                | Jean-Jacques Urvoas élu   | PS             | 16 922       | 29,86        | 29 539      | 52,13       |  |
|                | Daniel Le Bigot           | Les Verts      | 5 735        | 10,12        |             |             |  |
|                | Isabelle Le Bal           | UDF–MoDem      | 5 567        | 9,82         |             |             |  |
|                | Janine Carrasco           | LCR            | 1 592        | 2,81         |             |             |  |
|                | Yvonne Rainero            | PCF            | 1 304        | 2,3          |             |             |  |
|                | Xavier Deghilage          | FN             | 987          | 1,74         |             |             |  |
|                | Alain-Pierre Rousseau     | MPF            | 438          | 0,77         |             |             |  |
|                | Gilles Messaoudi          | Divers         | 430          | 0,76         |             |             |  |
|                | Serge Hardy               | LO             | 325          | 0,29         |             |             |  |
|                | Didier Marzin             | MNR            | 165          | 0,29         |             |             |  |
|                |                           |                |              |              |             |             |  |
| Inscrits       | Inscrits                  | Inscrits       | 84 724       | 100,00       | 84 715      | 100,00      |  |
| Abstentions    | Abstentions               | Abstentions    | 27 322       | 32,25        | 26 765      | 31,59       |  |
| Votants        | Votants                   | Votants        | 57 402       | 67,75        | 57 950      | 68,41       |  |
| Blancs et nuls | Blancs et nuls            | Blancs et nuls | 737          | 1,28         | 1 289       | 2,22        |  |
| Exprimés       | Exprimés                  | Exprimés       | 56 665       | 98,72        | 56 661      | 97,78       |  |

La suppléante de Jean-Jacques Urvoas était Nathalie Conan, directrice de cabinet, de Fouesnant.

#### Élections de 2012
| Candidat       | Candidat                          | Parti          | Premier tour | Premier tour | Second tour | Second tour |  |
| Candidat       | Candidat                          | Parti          | Voix         | %            | Voix        | %           |  |
| -------------- | --------------------------------- | -------------- | ------------ | ------------ | ----------- | ----------- |  |
|                | Jean-Jacques Urvoas sortant réélu | PS             | 25 959       | 49,38        | 31 566      | 62,74       |  |
|                | Georges-Philippe Fontaine         | UMP            | 14 335       | 27,27        | 18 743      | 37,26       |  |
|                | Alain Rousseau                    | RBM (FN)       | 3 757        | 7,15         |             |             |  |
|                | Martine Petit                     | EÉLV           | 2 775        | 5,28         |             |             |  |
|                | André Bernard                     | FG (PCF) (NPA) | 2 590        | 4,93         |             |             |  |
|                | Corine Nicolas                    | CpF (MoDem)    | 1 399        | 2,66         |             |             |  |
|                | Pierre-Jean Langlais              | PRV            | 897          | 1,71         |             |             |  |
|                | Hubert Bodin                      | PCD            | 596          | 1,13         |             |             |  |
|                | Serge Hardy                       | LO             | 248          | 0,47         |             |             |  |
|                | Silviane Le Menn                  | RIC            | 9            | 0,02         |             |             |  |
|                |                                   |                |              |              |             |             |  |
| Inscrits       | Inscrits                          | Inscrits       | 85 917       | 100,00       | 85 899      | 100,00      |  |
| Abstentions    | Abstentions                       | Abstentions    | 32 571       | 37,91        | 34 081      | 39,68       |  |
| Votants        | Votants                           | Votants        | 53 346       | 62,09        | 51 818      | 60,32       |  |
| Blancs et nuls | Blancs et nuls                    | Blancs et nuls | 781          | 1,46         | 1 509       | 2,91        |  |
| Exprimés       | Exprimés                          | Exprimés       | 52 565       | 98,54        | 50 309      | 97,09       |  |

La suppléante de Jean-Jacques Urvoas était Marie-Thérèse Le Roy, Première adjointe au maire de Briec. Marie-Thérèse Le Roy remplaça Jean-Jacques Urvoas, nommé membre du gouvernement, du 28 février 2016 au 17 juin 2017.

#### Élections de 2017
|                                                                           |                                                                             |                           |                           |                          |                          |
|                                                                           |                                                                             | Premier tour 11 juin 2017 | Premier tour 11 juin 2017 | Second tour 18 juin 2017 | Second tour 18 juin 2017 |
|                                                                           |                                                                             |                           |                           |                          |                          |
|                                                                           |                                                                             | Nombre                    | % des inscrits            | Nombre                   | % des inscrits           |
| Inscrits                                                                  | Inscrits                                                                    | 88 861                    | 100,00                    | 88 866                   | 100,00                   |
| Abstentions                                                               | Abstentions                                                                 | 38 281                    | 43,08                     | 46 636                   | 52,48                    |
| Votants                                                                   | Votants                                                                     | 50 580                    | 56,92                     | 42 230                   | 47,52                    |
|                                                                           |                                                                             |                           | % des votants             |                          | % des votants            |
| Bulletins blancs                                                          | Bulletins blancs                                                            | 597                       | 1,18                      | 2 639                    | 6,25                     |
| Bulletins nuls                                                            | Bulletins nuls                                                              | 304                       | 0,60                      | 1 164                    | 2,76                     |
| Suffrages exprimés                                                        | Suffrages exprimés                                                          | 49 679                    | 98,22                     | 38 427                   | 90,99                    |
|                                                                           |                                                                             |                           |                           |                          |                          |
| Candidat Étiquette politique (partis et alliances)                        | Candidat Étiquette politique (partis et alliances)                          | Voix                      | % des exprimés            | Voix                     | % des exprimés           |
|                                                                           |                                                                             |                           |                           |                          |                          |
|                                                                           | Annaïg Le Meur La République en marche !                                    | 18 980                    | 38,21                     | 20 925                   | 54,45                    |
|                                                                           | Jean-Jacques Urvoas Parti socialiste                                        | 9 822                     | 19,77                     | 17 502                   | 45,55                    |
|                                                                           | Claire Levry-Gérard Union des démocrates et indépendants (Les Républicains) | 5 896                     | 11,87                     |                          |                          |
|                                                                           | Jugdeep Harvinder La France insoumise                                       | 4 946                     | 9,96                      |                          |                          |
|                                                                           | Christel Hénaff Front national                                              | 3 057                     | 6,15                      |                          |                          |
|                                                                           | Jean-Pierre Bigorgne Europe Écologie Les Verts                              | 2 325                     | 4,68                      |                          |                          |
|                                                                           | Christian Rose Divers droite                                                | 1 091                     | 2,20                      |                          |                          |
|                                                                           | Yves Brun Régionaliste (Oui la Bretagne)                                    | 1 007                     | 2,03                      |                          |                          |
|                                                                           | Yvonne Rainero Parti communiste français                                    | 590                       | 1,19                      |                          |                          |
|                                                                           | Jeannine Le Du Debout la France                                             | 550                       | 1,11                      |                          |                          |
|                                                                           | Alain Rousseau Extrême droite (Union des patriotes)                         | 417                       | 0,84                      |                          |                          |
|                                                                           | Uisant Créquer Divers gauche (Nouvelle Donne)                               | 407                       | 0,82                      |                          |                          |
|                                                                           | Marie-Françoise Mao Divers (Union populaire républicaine)                   | 298                       | 0,60                      |                          |                          |
|                                                                           | Serge Hardy Lutte ouvrière                                                  | 293                       | 0,59                      |                          |                          |
| Source : Ministère de l'Intérieur - Première circonscription du Finistère |                                                                             |                           |                           |                          |                          |

Le suppléant d'Annaig Le Meur était Alain Decourchelle, maire de Pluguffan.

#### Élections de 2022
| Résultats des élections législatives des 12 et 19 juin 2022 de la 1re circonscription du Finistère |                                                                                         |                           |                           |                          |                          |
| |                                                                                         | Premier tour 12 juin 2022 | Premier tour 12 juin 2022 | Second tour 19 juin 2022 | Second tour 19 juin 2022 |
| |                                                                                         |                           |                           |                          |                          |
| |                                                                                         | Nombre                    | % des inscrits            | Nombre                   | % des inscrits           |
| Inscrits                                                                                           | Inscrits                                                                                | 92 327                    | 100                       | 92 338                   | 100                      |
| Abstentions                                                                                        | Abstentions                                                                             | 42 054                    | 45,55                     | 42 222                   | 45,73                    |
| Votants                                                                                            | Votants                                                                                 | 50 273                    | 54,45                     | 50 116                   | 54,27                    |
| |                                                                                         |                           | % des votants             |                          | % des votants            |
| Bulletins blancs                                                                                   | Bulletins blancs                                                                        | 806                       | 1,60                      | 1 964                    | 3,92                     |
| Bulletins nuls                                                                                     | Bulletins nuls                                                                          | 345                       | 0,69                      | 933                      | 1,86                     |
| Suffrages exprimés                                                                                 | Suffrages exprimés                                                                      | 49 122                    | 97,71                     | 47 219                   | 94,22                    |
| |                                                                                         |                           |                           |                          |                          |
| Candidat Étiquette politique (partis et alliances)                                                 | Candidat Étiquette politique (partis et alliances)                                      | Voix                      | % des exprimés            | Voix                     | % des exprimés           |
| |                                                                                         |                           |                           |                          |                          |
| | Annaïg Le Meur Ensemble                                                                 | 17 432                    | 35,49                     | 25 447                   | 53,89                    |
| | Grégory Lebert Nouvelle Union populaire écologique et sociale Europe Écologie Les Verts | 15 760                    | 32,08                     | 21 772                   | 46,11                    |
| | Christel Hénaff Rassemblement national                                                  | 5 339                     | 10,87                     |                          |                          |
| | Isabelle Ménard Union des démocrates et indépendants                                    | 3 615                     | 7,36                      |                          |                          |
| | Georges-Philippe Fontaine Les Républicains diss.                                        | 2 266                     | 4,61                      |                          |                          |
| | France Herman Reconquête                                                                | 1 782                     | 3,63                      |                          |                          |
| | Bernard Le Rest Union démocratique bretonne                                             | 1 213                     | 2,47                      |                          |                          |
| | Thierry Billard Les Patriotes                                                           | 630                       | 1,28                      |                          |                          |
| | Izold Guégan Parti breton                                                               | 590                       | 1,20                      |                          |                          |
| | Élisabeth Piro Lutte ouvrière                                                           | 495                       | 1,01                      |                          |                          |
| * Député sortant                                                                                   |                                                                                         |                           |                           |                          |                          |

La suppléante d'Annaïg Le Meur était Gwénola Bayes, hôtelière à Fouesnant.

#### Élections de 2024
| Résultats des élections législatives des 30 juin et 7 juillet 2024 de la 1re circonscription du Finistère |                                                                  |                           |                           |                            |                            |
| |                                                                  | Premier tour 30 juin 2024 | Premier tour 30 juin 2024 | Second tour 7 juillet 2024 | Second tour 7 juillet 2024 |
| |                                                                  |                           |                           |                            |                            |
| |                                                                  | Nombre                    | % des inscrits            | Nombre                     | % des inscrits             |
| Inscrits                                                                                                  | Inscrits                                                         | 92 336                    | 100                       | 92 349                     | 100                        |
| Abstentions                                                                                               | Abstentions                                                      | 22 747                    | 24,64                     | 22 280                     | 24,13                      |
| Votants                                                                                                   | Votants                                                          | 69 589                    | 75,36                     | 70 069                     | 75,87                      |
| |                                                                  |                           | % des votants             |                            | % des votants              |
| Bulletins blancs                                                                                          | Bulletins blancs                                                 | 1 156                     | 1,25                      | 1 347                      | 1,46                       |
| Bulletins nuls                                                                                            | Bulletins nuls                                                   | 495                       | 0,54                      | 545                        | 0,59                       |
| Suffrages exprimés                                                                                        | Suffrages exprimés                                               | 49 122                    | 97,71                     | 47 219                     | 94,22                      |
| |                                                                  |                           |                           |                            |                            |
| Candidat Étiquette politique (partis et alliances)                                                        | Candidat Étiquette politique (partis et alliances)               | Voix                      | % des exprimés            | Voix                       | % des exprimés             |
| |                                                                  |                           |                           |                            |                            |
| | Annaïg Le Meur Ensemble                                          | 22 422                    | 33,00                     | 27 066                     | 39,70                      |
| | Grégory Lebert Nouveau Front populaire Europe Écologie Les Verts | 22 303                    | 32,83                     | 24 096                     | 35,34                      |
| | Christel Hénaff Rassemblement national                           | 16 083                    | 23,67                     | 17 015                     | 24,96                      |
| | Alain Le Grand Les Républicains                                  | 5 652                     | 8,32                      |                            |                            |
| | Serge Hardy Lutte ouvrière                                       | 858                       | 1,26                      |                            |                            |
| | France Herman Reconquête                                         | 620                       | 0,91                      |                            |                            |
| * Député sortant                                                                                          |                                                                  |                           |                           |                            |                            |

La suppléante d'Annaïg Le Meur est Gwénola Bayes

#### Département du Finistère
- La fiche de l'INSEE de cette circonscription : « Tableaux et Analyses de la première circonscription du Finistère », sur insee.fr, site de l'Institut national de la statistique et des études économiques (consulté le 10 juin 2007) [PDF]

- « Tous les députés du département du Finistère depuis 1789 », sur assemblee-nationale.fr, site de l'Assemblée nationale française (consulté le 10 juin 2007)

- « Informations contentieuses sur le département du Finistère (Élections législatives de 2002) »(Archive.org • Wikiwix • Archive.is • Google • Que faire ?), sur conseil-constitutionnel.fr, site du Conseil constitutionnel (consulté le 13 juin 2007)

#### Circonscriptions en France
- « Carte des circonscriptions législatives en France », sur assemblee-nationale.fr, site de l'Assemblée nationale française (consulté le 10 juin 2007)
- « Résultats électoraux officiels en France »(Archive.org • Wikiwix • Archive.is • Google • Que faire ?), sur interieur.gouv.fr, site du ministère de l'Intérieur (France) (consulté le 13 juin 2007)
- Description et Atlas des circonscriptions électorales de France sur http://www.atlaspol.com, Atlaspol, site de cartographie géopolitique, consulté le 13 juin 2007.